# Alesso Baldovinetti

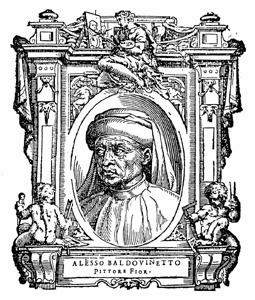
Alesso Baldovinetti, según las Vite de Giorgio Vasari.

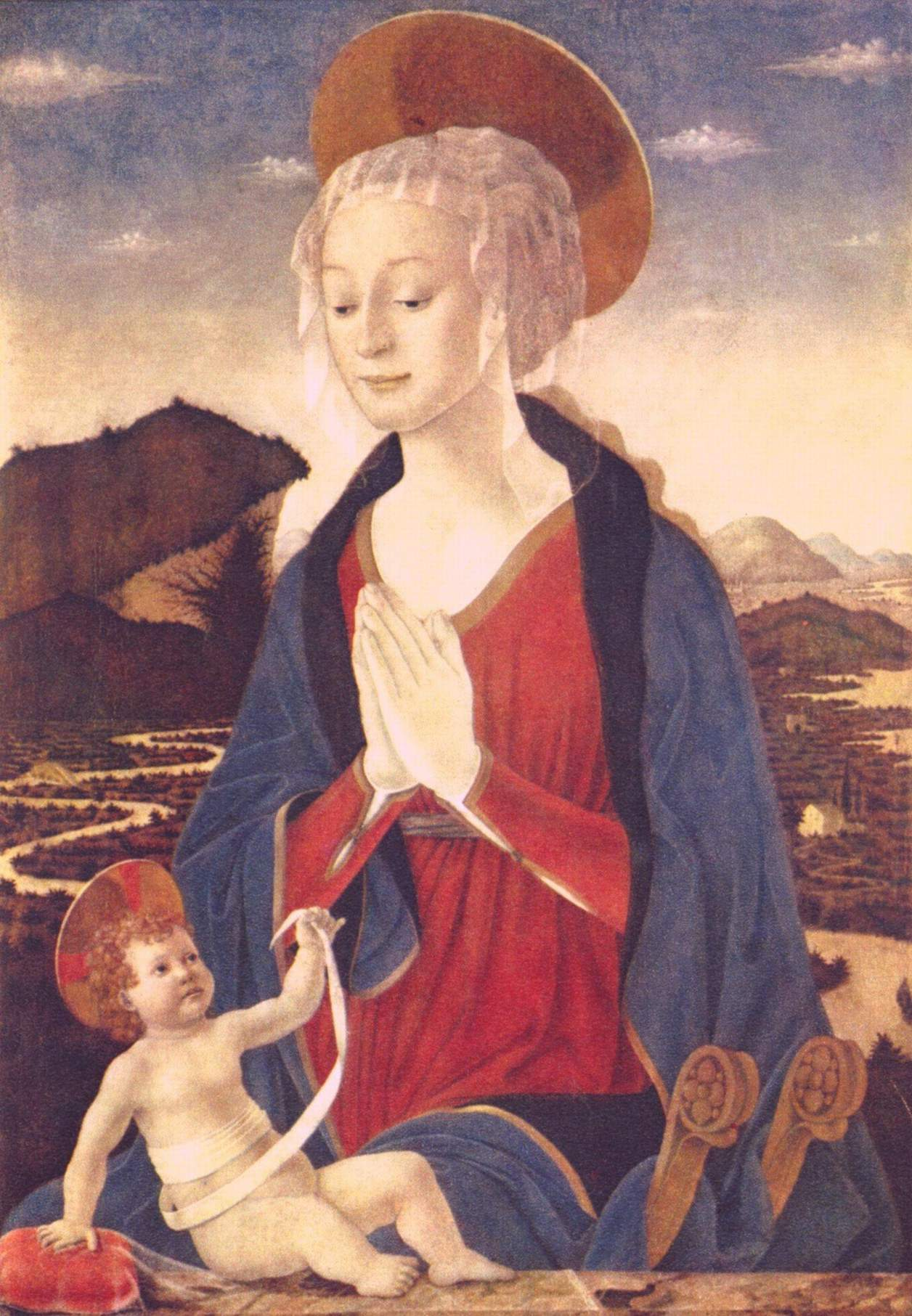
Virgen con el niño, Museo del Louvre, París.

Alesso Baldovinetti (Florencia, 14 de octubre de 1427 - Florencia, 29 de agosto de 1499) fue un pintor italiano.

## Biografía
Poco se sabe de su formación inicial, pero su estilo muestra la influencia de Fra Angelico y Domenico Veneziano. Dos de sus obras cumbre se encuentran entre las primeras muestras de pintura de paisaje con figuras, estas son El Nacimiento, un fresco que hizo entre 1460 y 1462 en la basílica de la Santísima Anunciada y su Virgen con Niño de los años hacia 1460, que se encuentra en el Museo del Louvre y que plasma el paisaje del valle del río Arno en el fondo.
Su quehacer, aunque era contadas veces innovador, ejemplifica el cuidadoso modelado de la forma y la precisa representación de la luz, característica general del estilo progresivo de la pintura florentina durante la última mitad del siglo XV. También diseñó la decoración de mosaico colocada sobre las puertas de bronce que Lorenzo Ghiberti hizo para el Baptisterio de San Juan entre 1453 y 1455, además de crear vitrales y taraceas.
Empezó como un niño que no obedecía a su madre pero luego triunfo en la vida.